# Katholische Pfarrkirche Floridsdorf

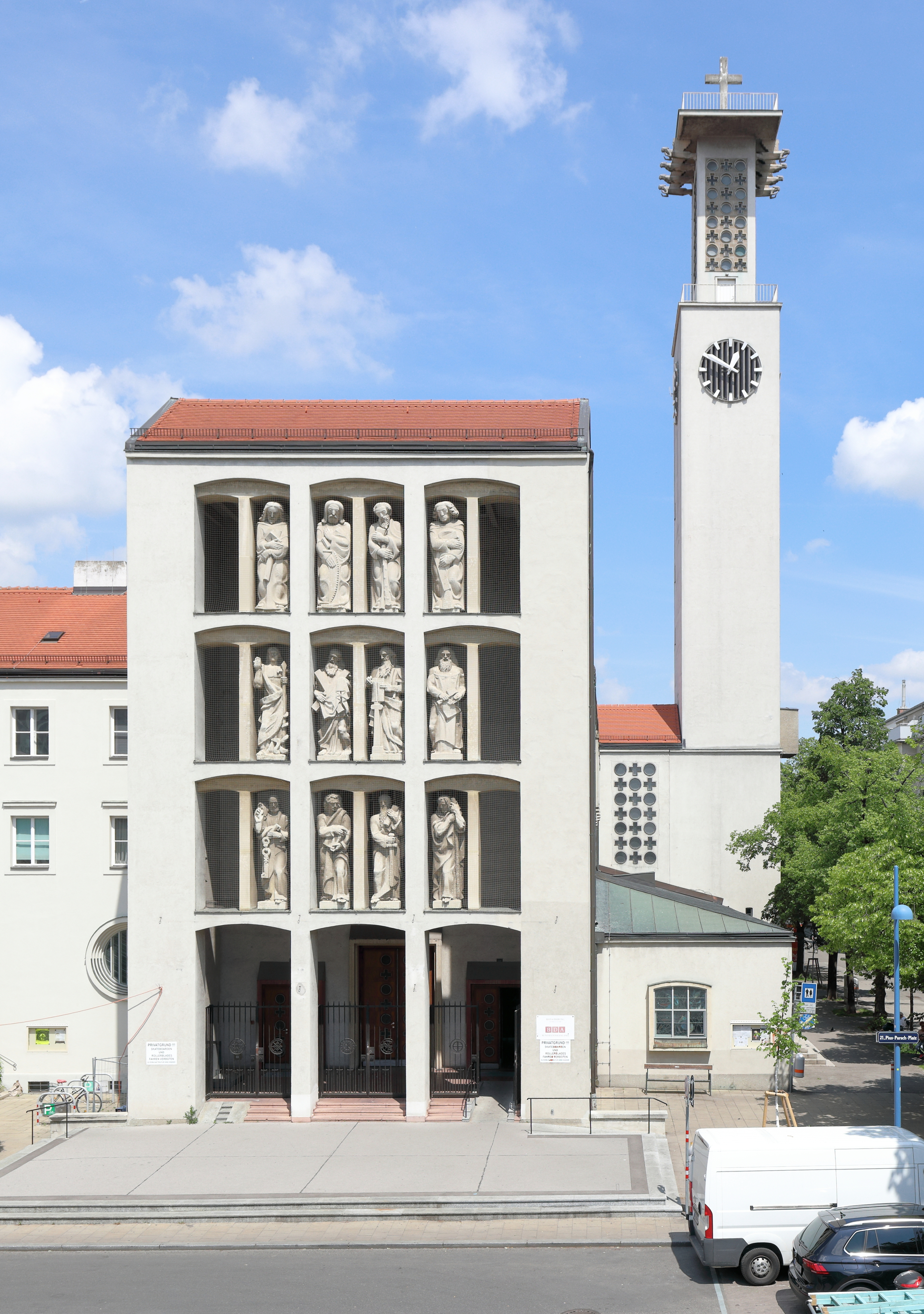
Pfarrkirche Floridsdorf

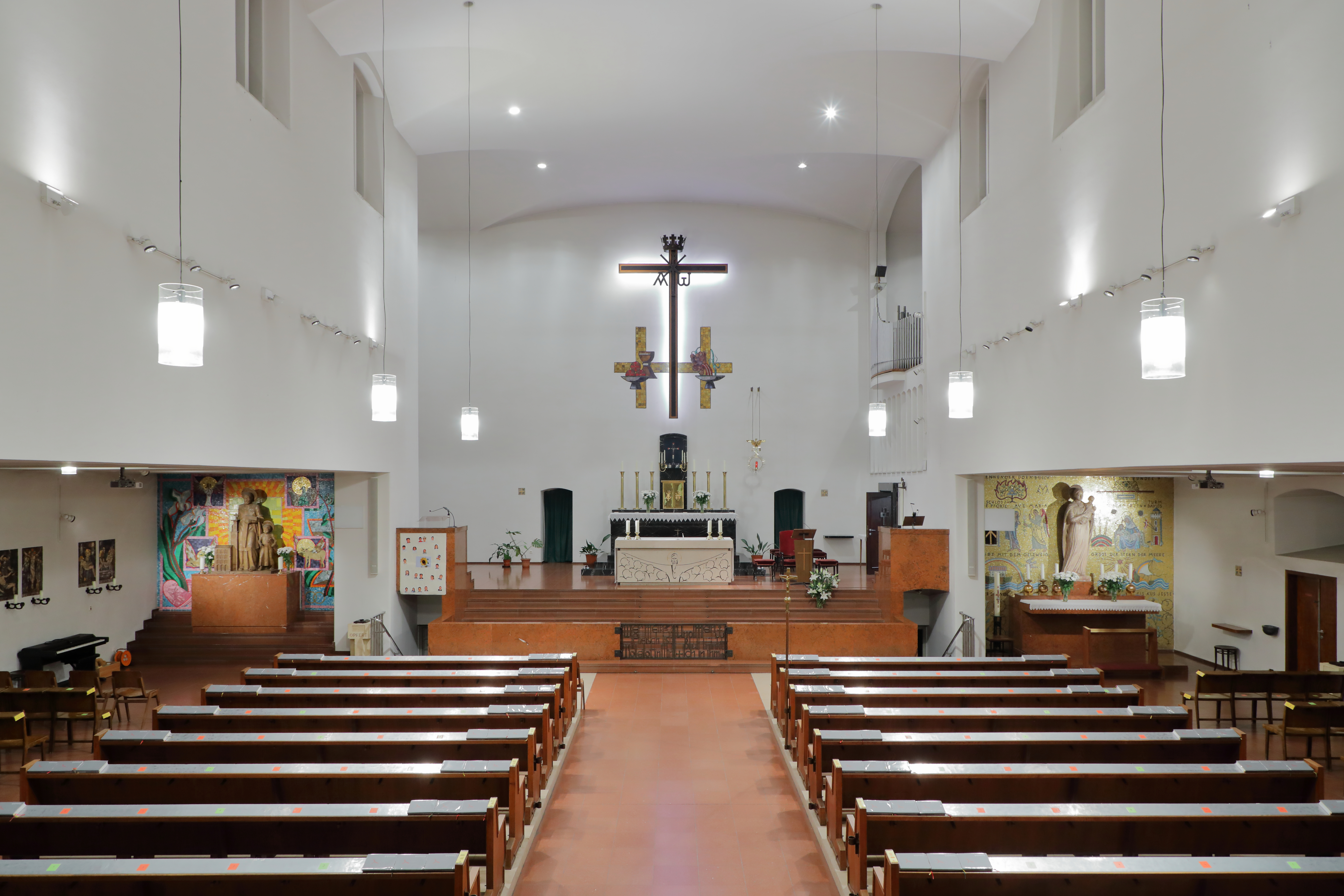
Innenansicht der Pfarrkirche Floridsdorf

Die Katholische Pfarrkirche Floridsdorf befindet sich am Pius-Parsch-Platz im 21. Wiener Gemeindebezirk Floridsdorf.
Pfarrpatrone der römisch-katholischen Kirche sind die Heiligen Josef und Jakobus. Die Kirche gehört zum Stadtdekanat 21 im Vikariat Wien Stadt der Erzdiözese Wien. Sie steht unter Denkmalschutz (Listeneintrag).
Weil in der Hauptfassade mit überlebensgroßen Skulpturen die zwölf Apostel dargestellt sind, wird die Kirche im Volksmund auch Zwölf-Apostel-Kirche genannt.

## Geschichte
Die 1836 errichtete Floridsdorfer St.-Jakob-Kirche war eine Kirche der Chorherren von Klosterneuburg. Sie wurde durch das stetige Anwachsen der Bevölkerung des Ortes bald zu klein und wurde nach Errichtung des Neubaus im Jahre 1938 abgebrochen. Der Kirchenneubau wurde von 1936 bis 1938 nach den Plänen des Architekten Robert Kramreiter errichtet. Im Zweiten Weltkrieg wurde die Kirche schwer beschädigt und nach dem Krieg wieder aufgebaut. Im Jahr 1955 erfolgte eine vollständige Innenrenovierung, weiters fand von 1983 bis 1985 eine Generalsanierung statt.

## Baubeschreibung
Die St.-Josef-Kirche hat ein breites Mittelschiff mit einschwingender Südempore, niedrige, stützenlose Seitenschiffe und einen querrechteckigen Altarraum mit seitlichen Abgängen in die Unterkirche. Links ist die St.-Jakob-Kapelle mit dem Hochaltar der alten Kirche angeschlossen. Eine Taufkapelle zum Vorplatz hin komplettiert eine Dreiteilung des Baus (abgesehen von der Krypta im Untergrund). Die Kirchenräume sind durch Mosaikfenster getrennt, aber damit durch Licht verbunden.
Im rund 20 Meter hohen Kirchenportal stehen über den drei Toröffnungen in drei Stockwerken je vier Apostel-Sandsteinfiguren. Sie stammen von den Bildhauern Robert Ullmann, Franz Zorn und Franz Santifaller (Jakobus d. J., Simon, Judas Thaddäus und Thomas). Die im Krieg zerstörten Glasfenster wurden nach Entwürfen des Malers Karl Seelos ersetzt. Der ostseitig angebaute schlanke Turm mit Betonkreuz hat eine Aussichtsplattform über 8 schwebenden Engelsfiguren, die der Bildhauer Albert Bechtold schuf.

## Orgel
Die Kirche besitzt eine Orgel, die 1939–1943 vom Orgelbauer Ferdinand Molzer der Jüngere gebaut wurde. Sie hat 39 Register auf drei Manualen und Pedal.

## Bildergalerie

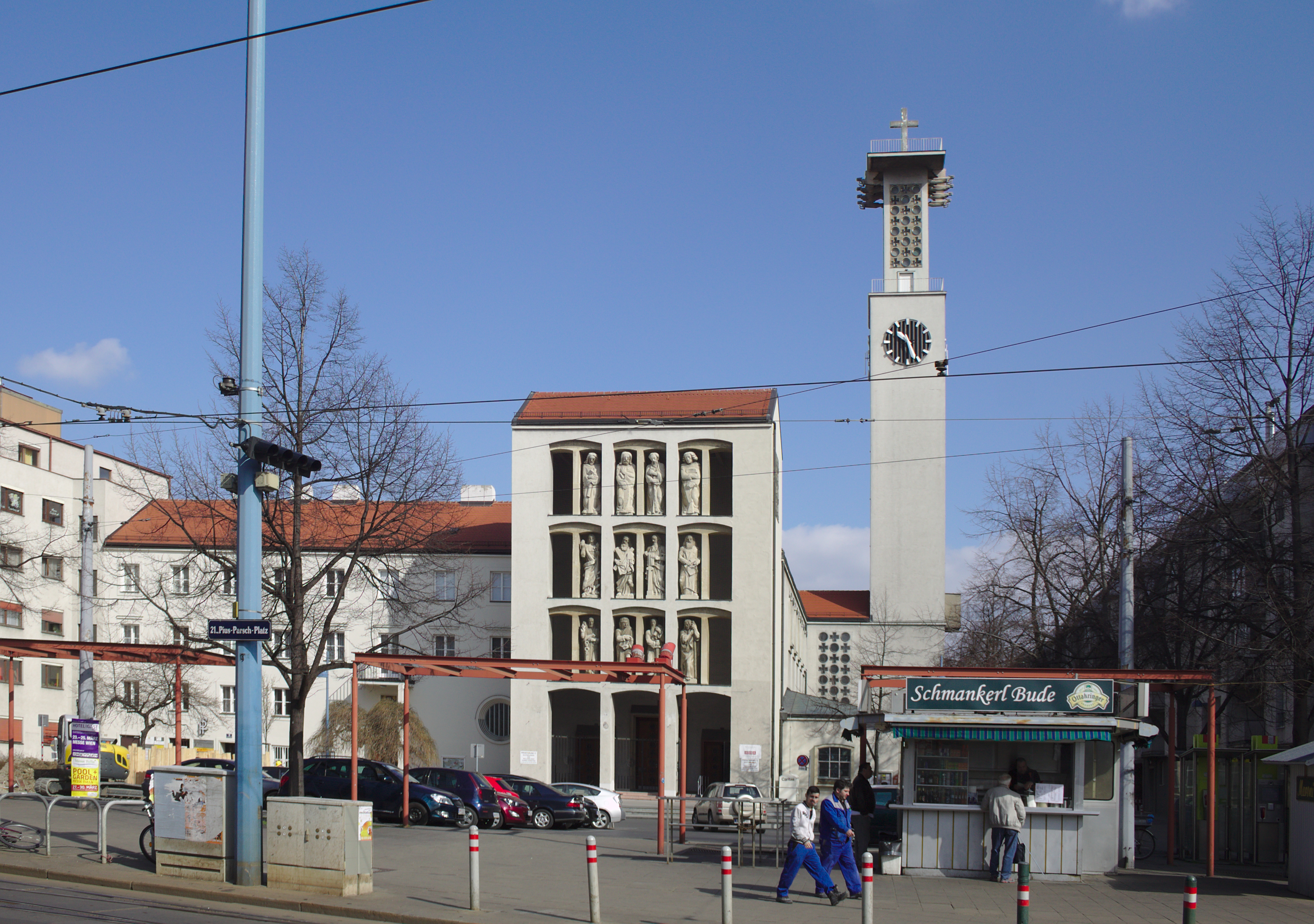
Pius-Parsch-Platz mit der Pfarrkirche
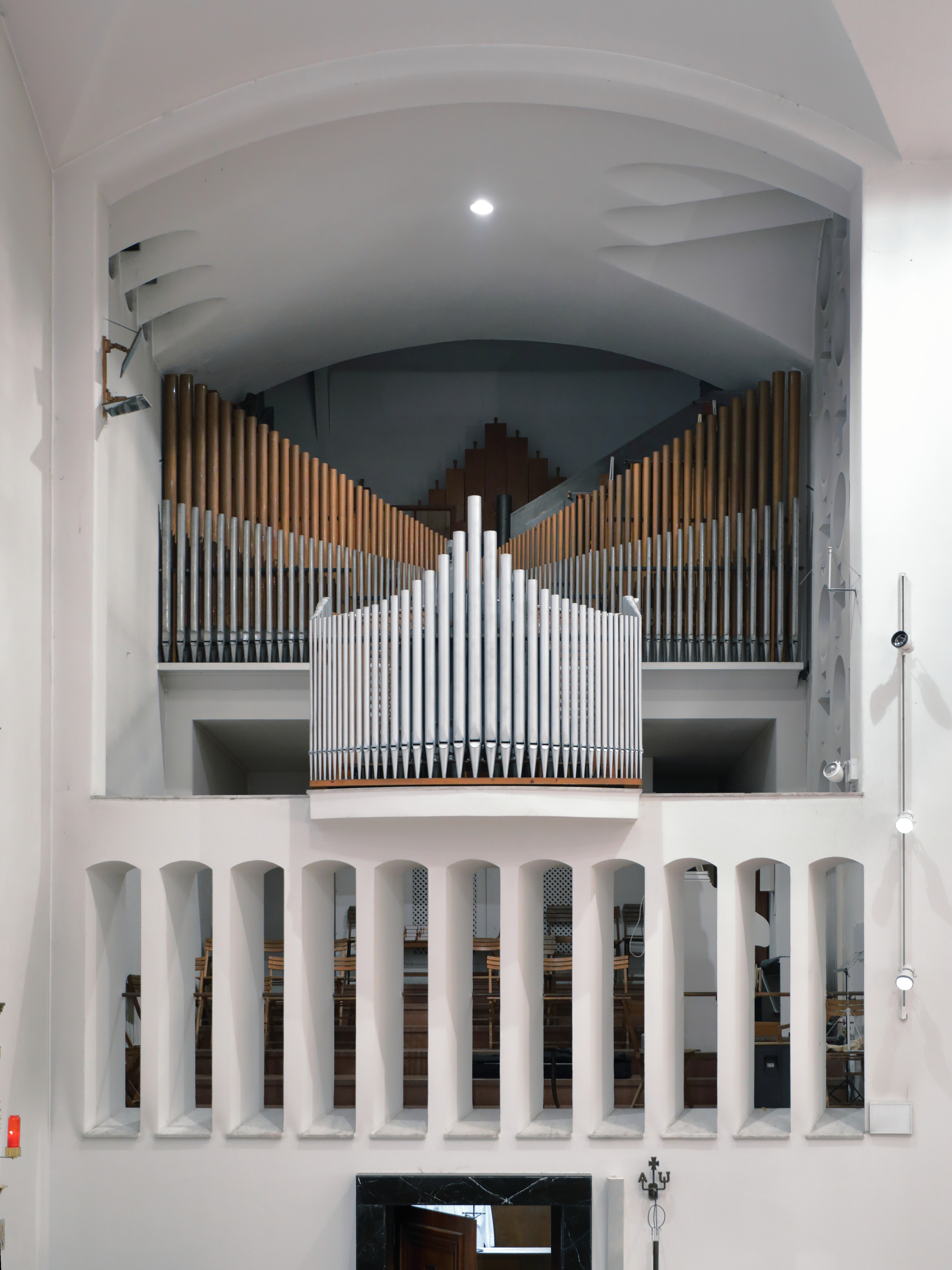
Orgel der Pfarrkirche
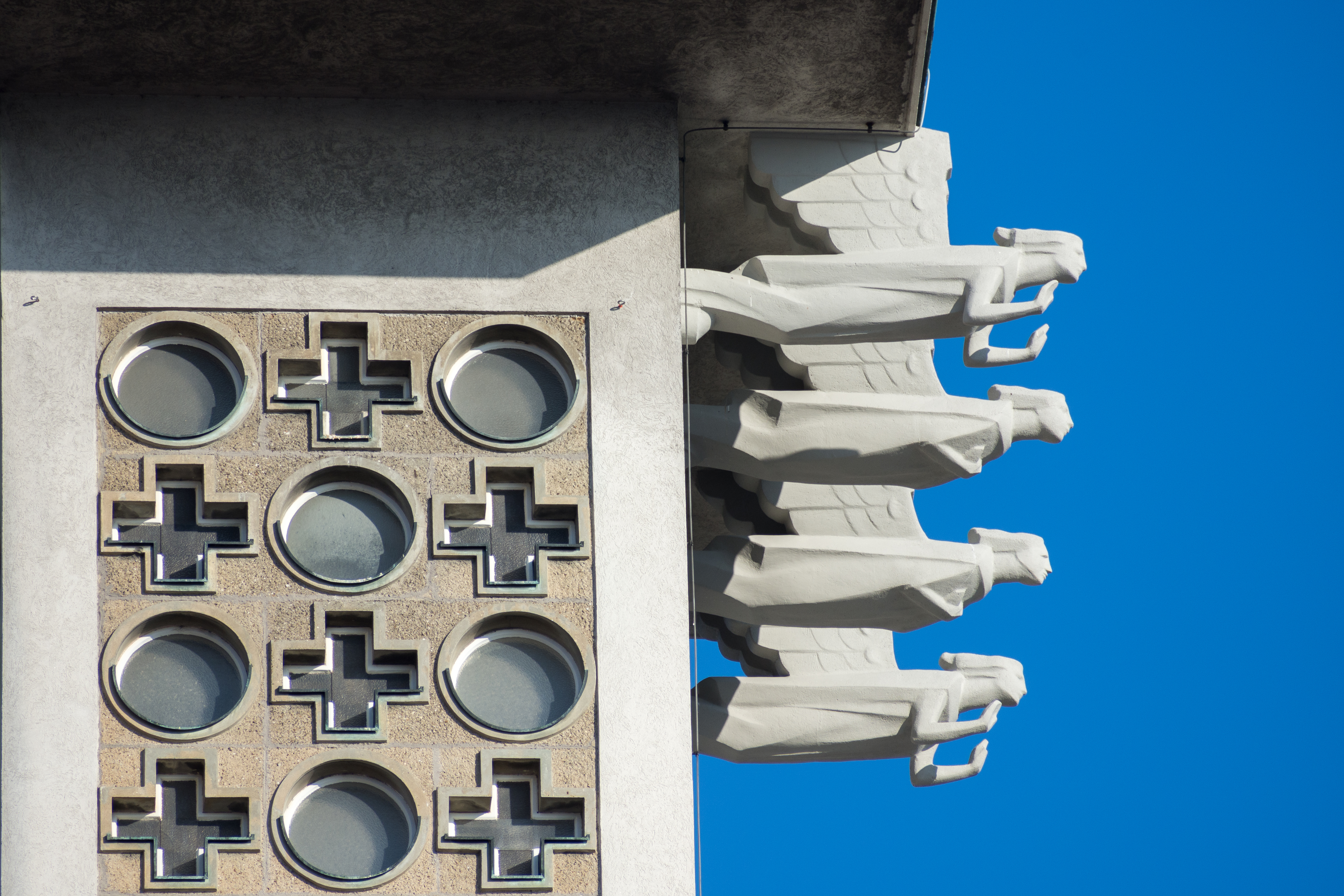
Engelsfiguren von Albert Bechtold am Kirchturm

## Pius-Parsch-Platz
Die abgebrochene St.-Jakob-Kirche stand direkt an der Schlosshoferstraße. Der mit der Demolierung entstandene Vorplatz für die neue Pfarrkirche wurde nach dem Klosterneuburger Stiftsherrn und Liturgiereformer Pius Parsch benannt. Der Platz ist zur Hälfte zum Franz-Jonas-Platz geöffnet, was die Kirche weithin sichtbar macht.